# Zacharias Allewelt
Zacharias Allewelt, född 1682, död 1744, var en dansk-norsk sjökapten. 
Han var kapten för slavskepp i tjänst för den danska slavhandeln under 1720-talet.
Under 1730-talet var han kapten för Asiatisk Kompagni till Kina.